# 기화 (영화)
"기화"는 2015년에 개봉한 대한민국의 영화이다.

## 캐스팅
- 홍희용 : 희용 역
- 백승철 : 승철 역
- 김현준 : 기화 역
- 손민지 : 연소 역
- 정재진 : 노숙자 역
- 성여진 : 기화 모 역
- 성홍일 : 명식 역
- 정성욱 : 용팔 역
- 라경덕 : 병철 역
- 손경원 : 경찰 역
- 노시홍 : 대머리 역
- 이현웅 : 총무 역
- 이윤상 : 선원 역
- 신지용 : 상주 역
- 김동준 : 어린 기화 역